# Chrysometa troya
Chrysometa troya là một loài nhện trong họ Tetragnathidae.
Loài này thuộc chi Chrysometa. Chrysometa troya được Herbert W. Levi miêu tả năm 1986.